# Bud Flanagan

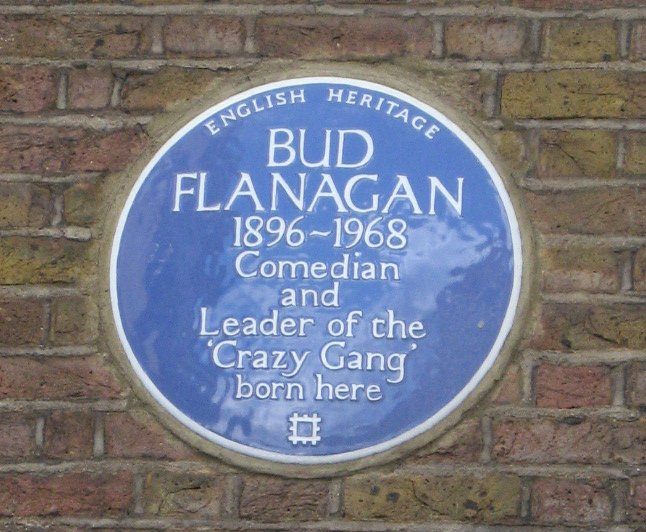
Flanagan-plakat på Hanbury Street i London.

Bud Flanagan (eg. Chaim Reuben Weintrop), född 14 oktober 1896 i Whitechapel, London, England, död 20 oktober 1968, var en brittisk komiker och skådespelare.

## Biografi
Tillsammans med Chesney Allen bildade Flanagan ett av Storbritanniens allra mest populära komikerpar under andra världskriget. De två spelade också in flera filmer (tillsammans med två andra komikerpar) under namnet "The Crazy Gang", bl.a. Alf's Button Afloat (1938) och Gasbags (1940).
Under flera årtionden uppträdde Flanagan och Allen på teatern Victoria Palace i London. Många av deras sånger blev verkliga schlagers, som till exempel Underneath the Arches och Strolling och Flanagan sjöng in Who Do You Think You Are Kidding, Mister Hitler?, som var ledmotiv i den populära brittiska TV-serien Dad's Army (på svenska Krutgubbar) (1968–1977).